# 国際連合安全保障理事会決議96
国際連合安全保障理事会決議96（こくさいれんごうあんぜんほしょうりじかいけつぎ96、英: United Nations Security Council Resolution 96, UNSCR96）は、1951年11月10日に国際連合安全保障理事会で採択された決議。インド・パキスタンの国連代表（the United Nations representative for India and Pakistan）であるフランク・ポーター・グラハム（Frank Porter Graham）からの報告を受け、また理事会での非軍事化プログラムの基礎となる同氏の演説を聞き、承認・留意したもので、理事会は同時に、インドとパキスタンの双方が平和的解決に取り組み停戦を引き続き注視するだろうこと、及びジャンムー・カシミール州の加盟は自由で公平なものによって決定されるべきであるという原則を受け入れたことを含む宣言に満足の意を以て留意した。そして理事会は、グラハム氏（国連代表）に対し、ジャンムー・カシミール州の非武装化をなす計画について当事者の合意を得る努力を続行するとともに、6週間以内にその首尾と委ねられた問題について報告をするよう指示した。決議は9票対0票で採択されたが、インドとソビエト連邦の2国が棄権した。

## 詳細
以下はその和訳。
安全保障理事会は、
1951年3月30日の安全保障理事会決議第91号（1951年）により始まった任務に関する国際連合インド及びパキスタン代表フランク・グラハム氏1の報告書を受領・留意し、1951年10月18日のグラハム氏の演説2を聞いて、
1951年9月7日に国際連合代表がインド及びパキスタンの首相にあてた通信3で提示した、締約国のこれまでの約束に準拠して実施可能である非軍事化計画の基礎に、承認の意をもって留意し、
1. グラハム氏の提案のうち、平和的解決のために努力する決意、停戦協定を遵守する意志、及びジャンムー・カシミール州の加盟は国連の後援の下に自由かつ公平な国民投票によって決定されるべきという原則の受容の3つを確認する旨を両当事者が宣言したことに好意を持って留意し、
2. 国際連合代表に対し、ジャンムー・カシミール州の非武装化の実現計画について当事国からの合意を得るための努力を継続することを指示する。
3. 関係両国に対し、両国間の未解決の相違点を解決するための国際連合代表の努力に最大限の協力をするよう要請する。
4. 国際連合代表に対し、本決議の発効後6週間より遅れることなく、その活動、また委ねられた問題についての見解とともに安全保障理事会に報告するよう指示する。

1 安全保障理事会公式記録、第6年、特別付録第2号、文書S/2375。
2 同上、第6年、第564回会合。
3 同上、第6年特別補足第2号、文書 S/2375、附属書2。